# Manggari
Manggari is een bestuurslaag in het regentschap Kuningan van de provincie West-Java, Indonesië. Manggari telt 2277 inwoners (volkstelling 2010).